# Acronicta auricoma
Acronicta auricoma (tên tiếng Anh: Scarce Dagger) là một loài bướm đêm thuộc họ Noctuidae. Loài này phân bố ở hầu hết châu Âu.
Sải cánh dài 36–42 mm. Con trưởng thành bay vào ban đêm từ tháng 5 đến tháng 6 và từ giữa tháng 7 đến tháng 8.
Ấu trùng ăn a number of plants, bao gồm sồi, Rubus. Calluna và Vaccinium.
1. ^ Mùa bướm bay ở đây là ở Quần đảo Anh. Ở các khu vực phân bố khác có thể khác.

## Hình ảnh

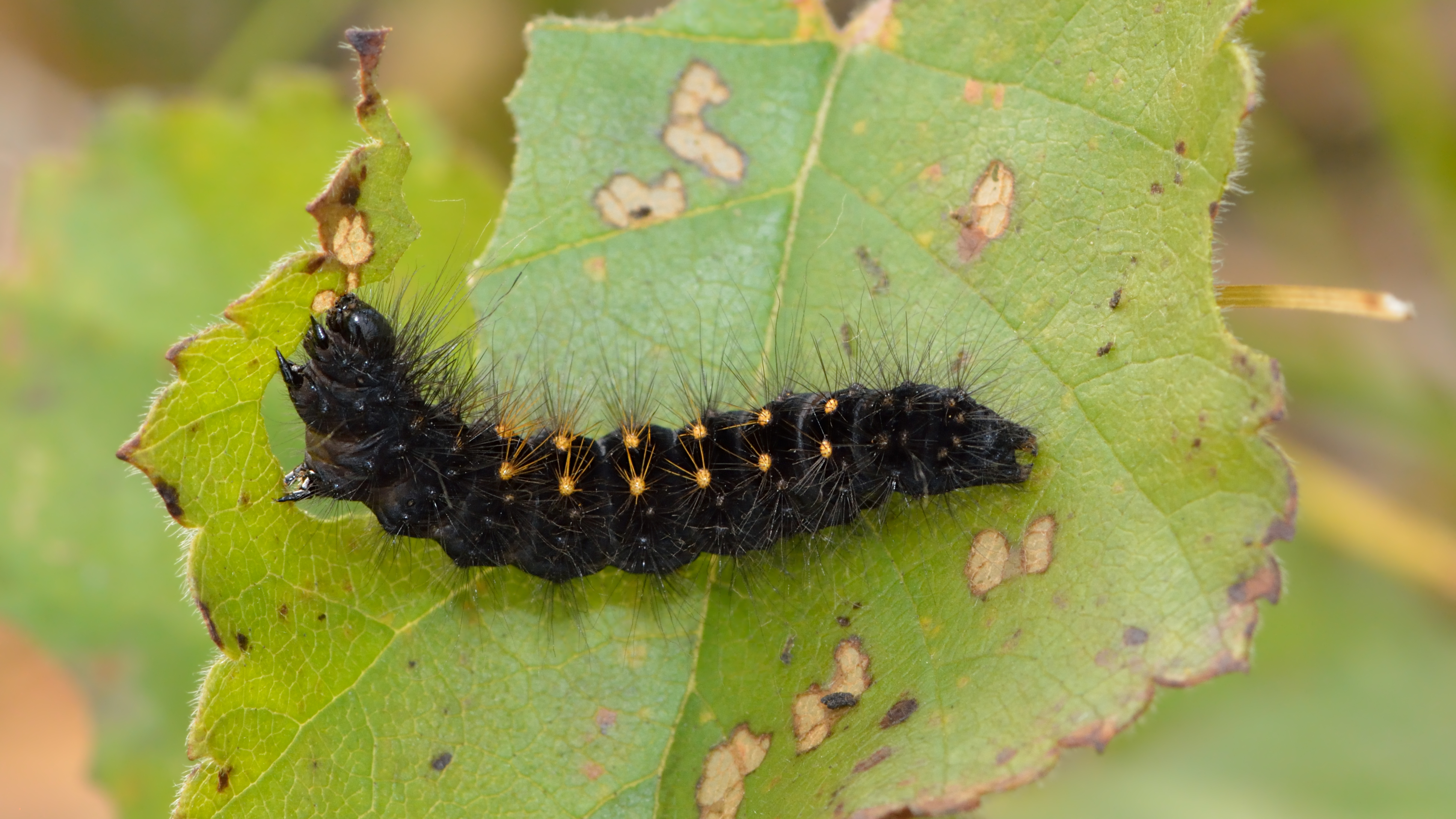
Ấu trùng
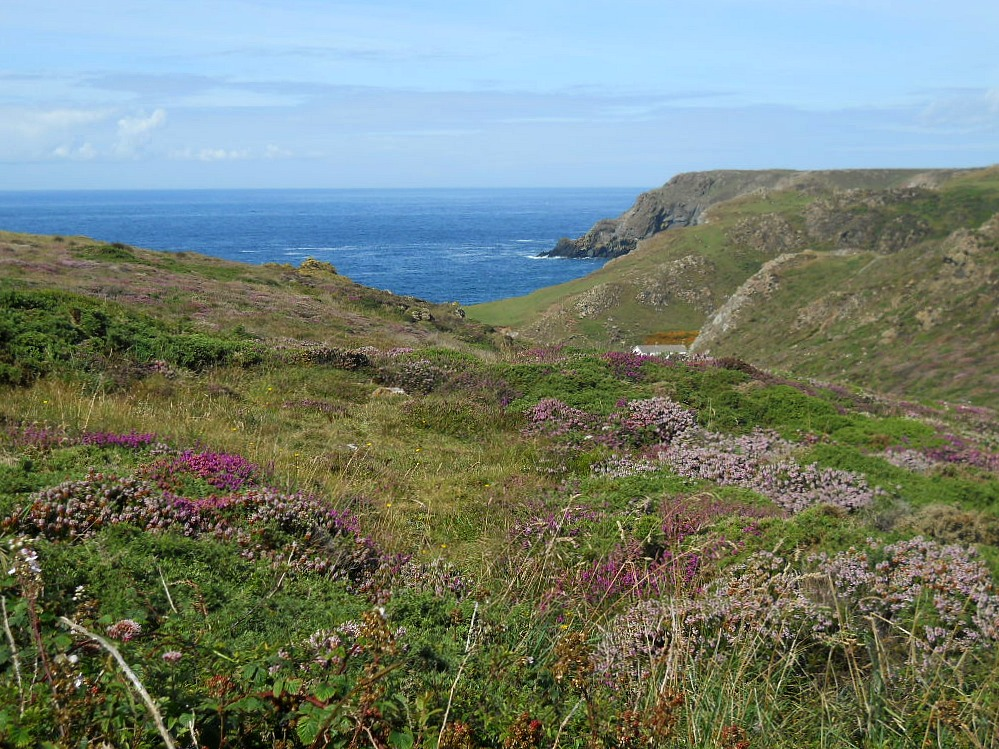
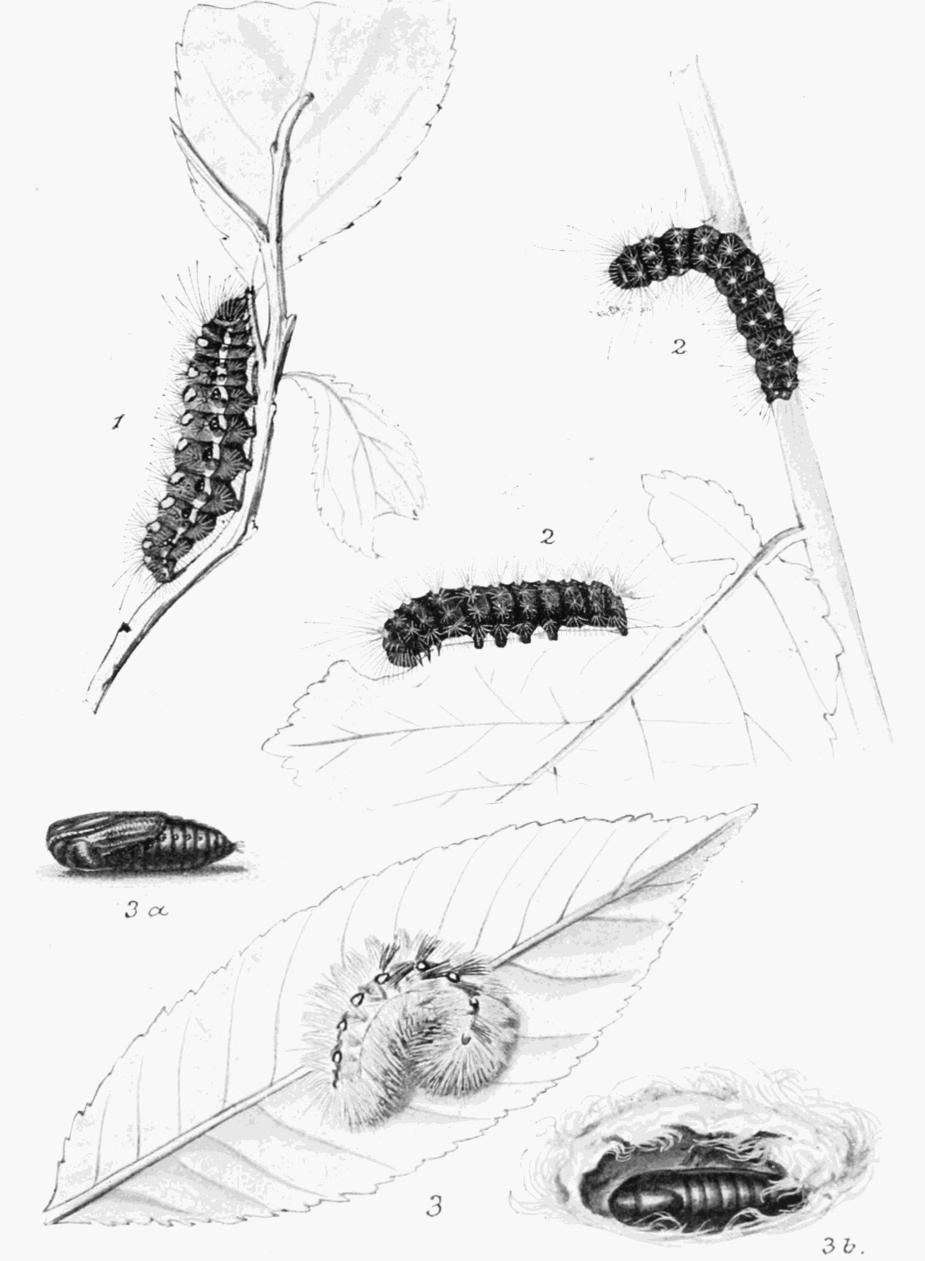
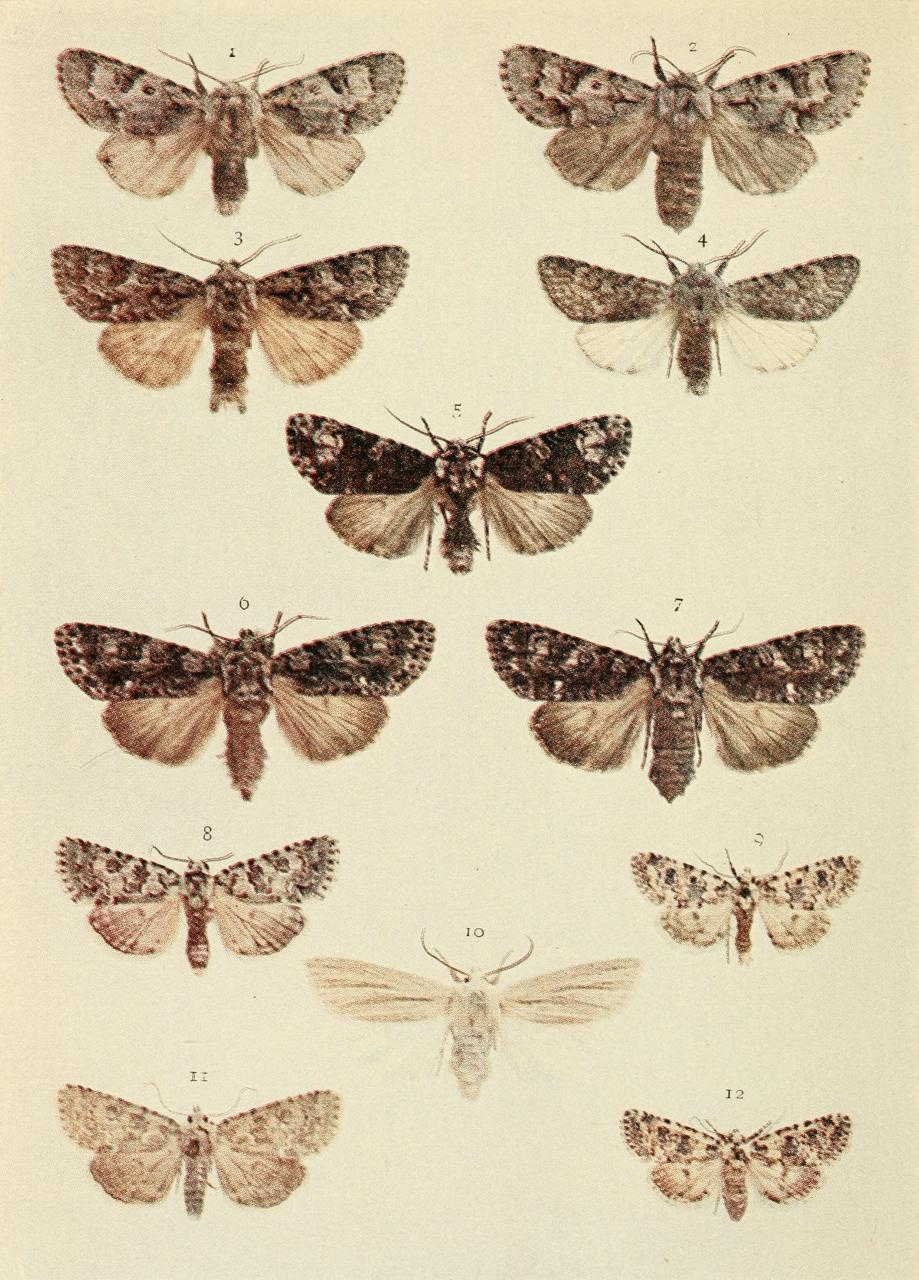